# Morgan Griffin
Morgan Griffin (Australia, 4 de junio de 1992) es una actriz australiana, reconocida por interpretar el papel de Charlie en la serie de televisión The Sleepover Club. Otros de sus papeles notables incluyen a Heidi en September (2007), Alice en La isla de Nim (2008), Katrina Post en Accidents Happen (2009) y Jess en Charlie & Boots (2009). En 2015, Griffin actuó en la película de Brad Peyton San Andreas.

## Filmografía

### Cine
| Año  | Título            | Rol          | Notas |
| ---- | ----------------- | ------------ | ----- |
| 2007 | September         | Heidi        |       |
| 2008 | La isla de Nim    | Alice        | [ 1 ] |
| 2009 | Accidents Happen  | Katrina Post | [ 2 ] |
| 2009 | Charlie & Boots   | Jess         | [ 3 ] |
| 2012 | Island            | Hanna        | Corto |
| 2013 | Louder than Words | Julie Fareri |       |
| 2014 | Unbroken          | Rubia        |       |
| 2014 | Freeze-Frame      | Azafata      | Corto |
| 2015 | San Andreas       | Natalie      |       |
| 2016 | Spin Out          | Lucy         |       |
| 2017 | Bad Blood         | Carrie       |       |

### Televisión
| Año       | Título                                        | Rol                | Notas            |
| --------- | --------------------------------------------- | ------------------ | ---------------- |
| 2006–2008 | The Sleepover Club                            | Charlie            | 26 episodios     |
| 2013      | Cliffy                                        | Vicki              | Película para TV |
| 2018      | Olivia Newton-John: Hopelessly Devoted to You | Olivia Newton-John | Película para TV |